# Домброва-Вроновська
Домброва-Вроновська (пол. Dąbrowa Wronowska) — село в Польщі, у гміні Понятова Опольського повіту Люблінського воєводства.
Населення — 391 особа (2011).

## Демографія
Демографічна структура станом на 31 березня 2011 року:
|          | Загалом | Допрацездатний вік | Працездатний вік | Постпрацездатний вік |
| -------- | ------- | ------------------ | ---------------- | -------------------- |
| Чоловіки | 188     | 42                 | 128              | 18                   |
| Жінки    | 203     | 38                 | 115              | 50                   |
| Разом    | 391     | 80                 | 243              | 68                   |